# 1660 Wood
1660 Wood је астероид главног астероидног појаса чија средња удаљеност од Сунца износи 2,394 астрономских јединица (АЈ).
Апсолутна магнитуда астероида је 11,9.